# ミヒェラウ・イン・オーバーフランケン
ミヒェラウ・イン・オーバーフランケン（ドイツ語: Michelau in Oberfranken、公的には Michelau i.OFr.）は、ドイツ バイエルン州北部オーバーフランケンのリヒテンフェルス郡に位置する町村（以下、本項では便宜上「町」と記述する）。

## 地理

### 位置
近隣の都市には、リヒテンフェルス (5km)、バンベルク (45km)、クローナハ (25km)、コーブルク (25km)、クルムバッハ (30km)などがある。

### 自治体の構成
ミヒェラウ・イン・オーバーフランケンは、公式に5つの地区から成っている。
- ミヒェラウ・イン・オーバーフランケン
- レッテンロイト
- オーバーロイト
- ノイエンゼー
- シュヴュルビッツ

## 歴史
この村は、マイン川沿いの漁村から発展し、18世紀まではマインフランケン地方のブドウ畑で用いる杭を生産していた。18世紀になるとかご作りが広まり、その製品は、1780年にはオランダ、1792年にはプロイセンやロシアでも取り引きされるようになった。1900年頃にはおよそ900人のかご作り職人が暮らし、その製品は世界中に広まっていた。1950年以降はこの村でも大規模生産が行われ、この自治体の経済上の背骨を形作っている。（かご製品、乳母車、金属加工品、玩具、カーアクセサリーなど）

## 行政
町長は、2006年4月9日以降、ヘルムート・フィッシャー(CSU)が、その任に就いている。

### 議会
ミヒェラウ・イン・オーバーフランケンの議会は、首長を含めて21議席である。

### 紋章
銀地に編んで作った黒い梁（やな）

## 文化と見所

### 博物館
- ドイツかご博物館

## ギャラリー

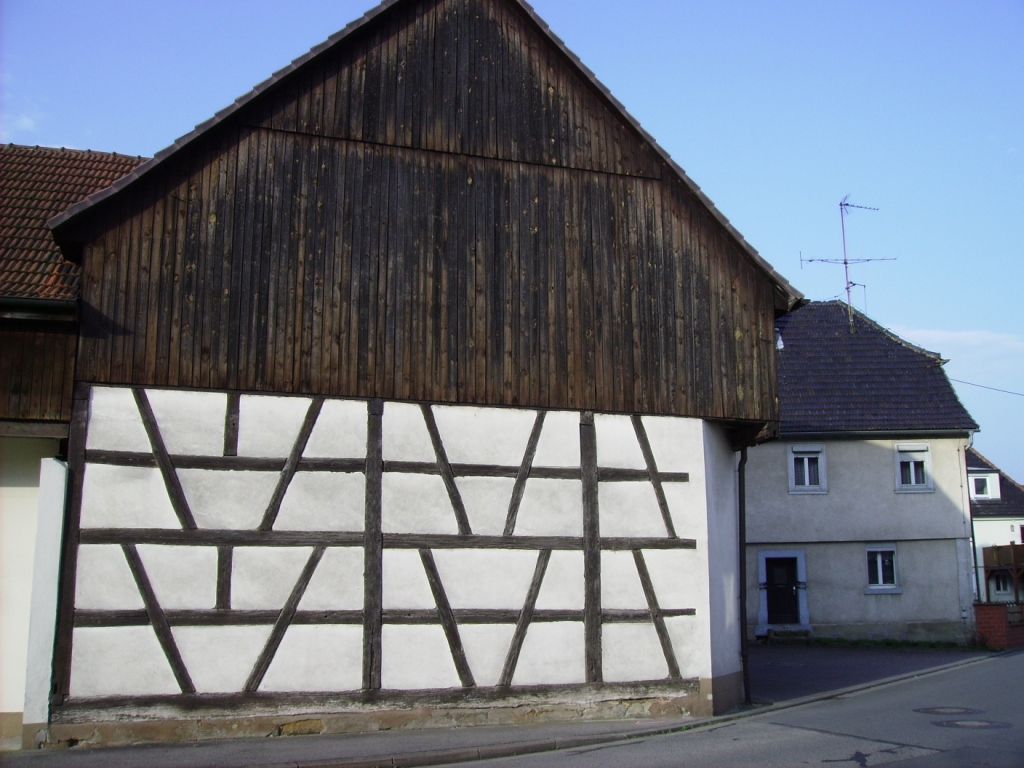
ミヒェラウに遺る木組み建築の倉庫
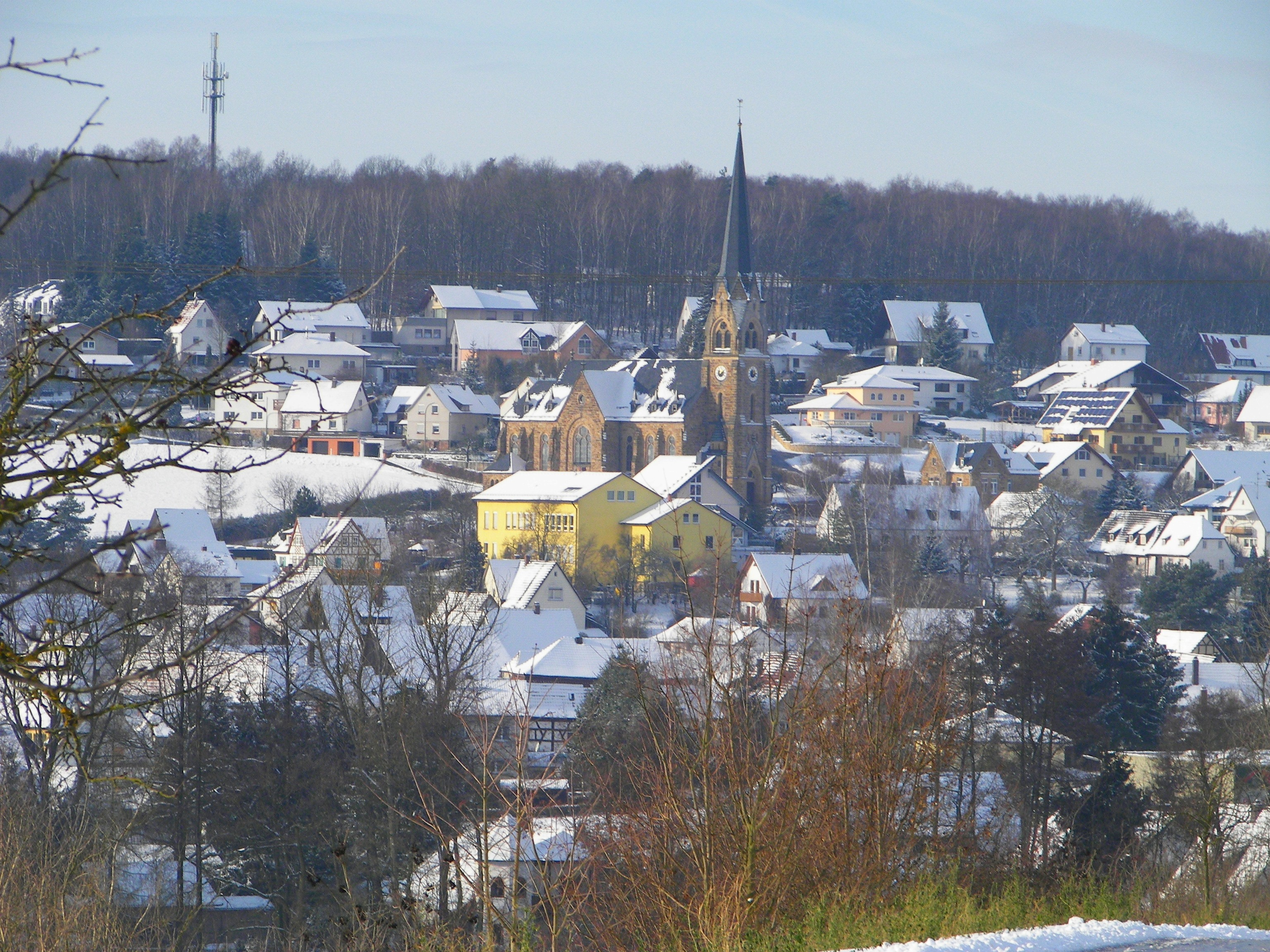
ヘルツ＝イェズ教会があるシュヴュルビッツ地区
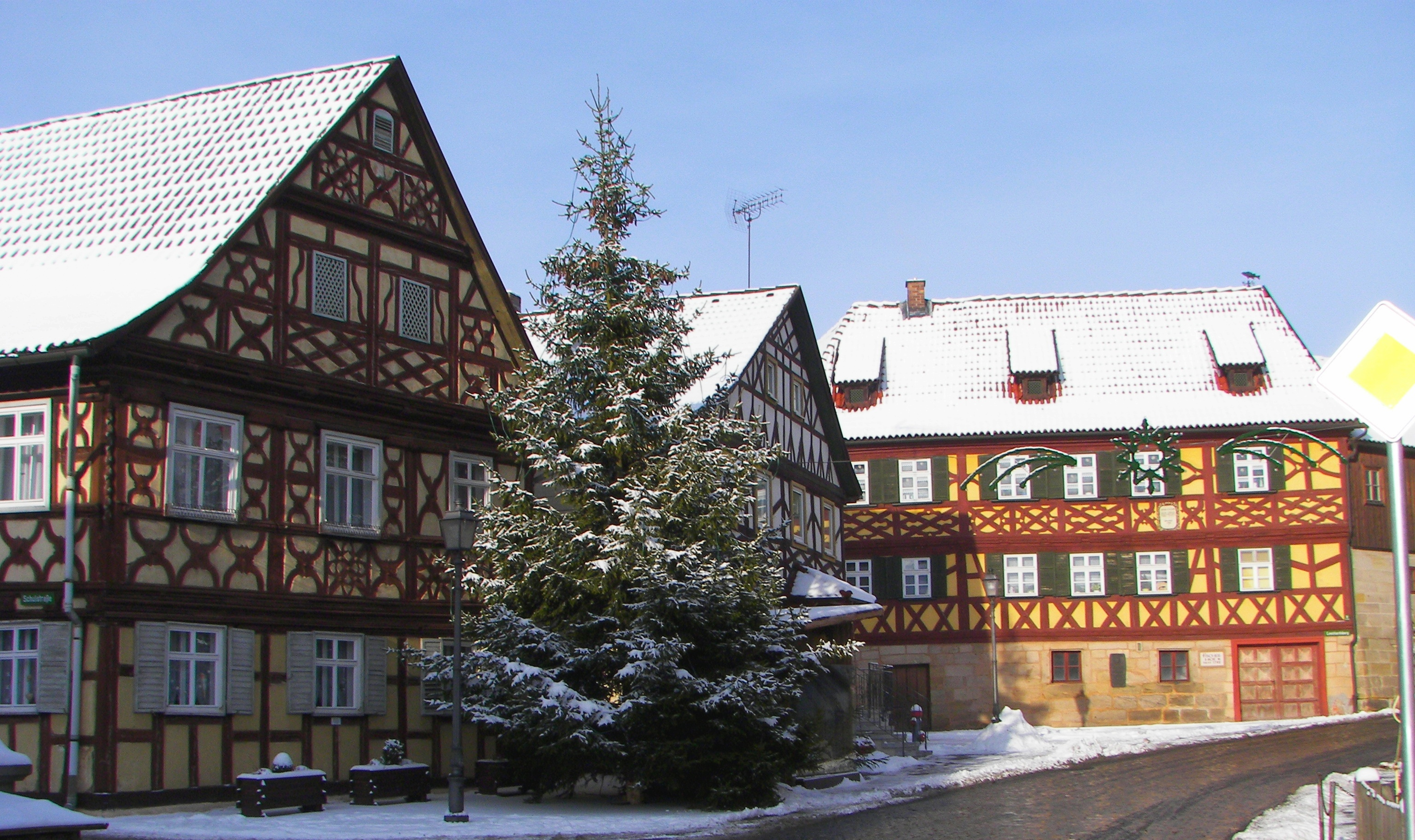
Fischerhof
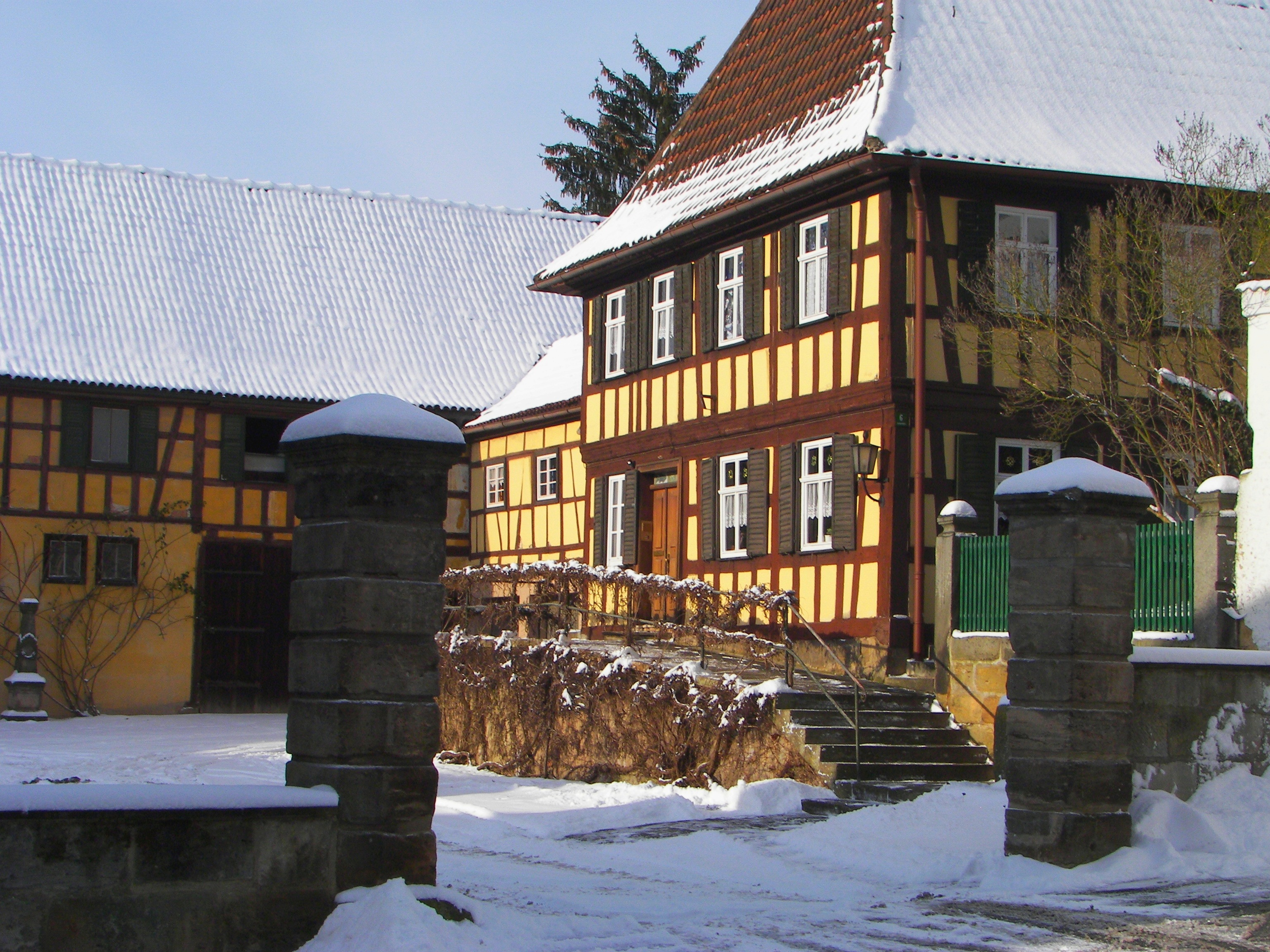
Fischerhof
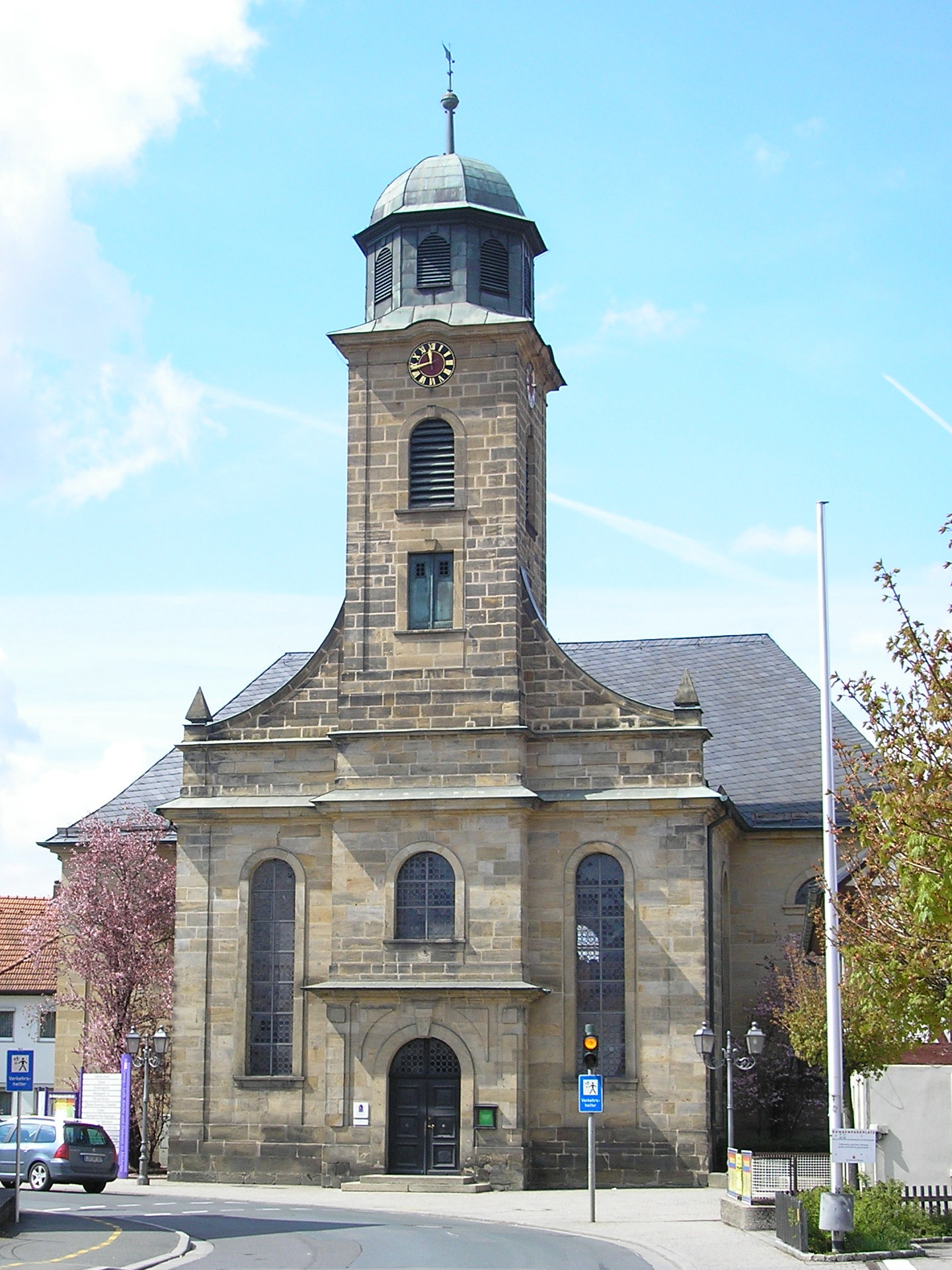
ミヒェラウの教会

## 引用
1. ↑  https://www.statistikdaten.bayern.de/genesis/online?operation=result&code=12411-003r&leerzeilen=false&language=de Genesis-Online-Datenbank des Bayerischen Landesamtes für Statistik Tabelle 12411-003r Fortschreibung des Bevölkerungsstandes: Gemeinden, Stichtag (Einwohnerzahlen auf Grundlage des Zensus 2011)
2. ↑  Bayerische Landesbibliothek Online